# 光孝寺 (莆田市)
光孝寺（こうこうじ）は、中華人民共和国福建省莆田市城廂区にある仏教寺院。広化寺・亀山寺・嚢山寺と並んで莆田四大叢林と併称される。

## 歴史
光孝寺は、隋代の創建で、当時は観音亭と称した。
北宋の元豊8年（1085年）、李泮固は100畝の土地を寄付して寺院を拡張した。崇寧2年（1103年）、徽宗により「梅林仏国」「崇寧禅寺」の額を賜った。政和元年（1111年）、「天寧万寿寺」と改称。恵照法師は寺院を重修した。
南宋の紹興7年（1137年）、高宗により「報恩光孝寺」の額を賜った。
明の永楽6年（1408年）、住職の規永法師は寺院を再建した。嘉靖41年（1562年）、倭寇は福建省に侵入し、寺院に火を放った。大雄宝殿以外大部分が失われた。万暦6年（1578年）、住職の月珍法師は寺院を修復する。
清の順治・康熙・雍正年間に三回も寺院を修復した。光緒24年（1899年）、微嘉法師に寺衆の推戴を受けて住持となった。微嘉法師は大雄宝殿・方丈室・客堂・鐘楼・鼓楼を修復する。
1966年、文化大革命の初め、仏像・法器は徹底的な破壊に遭い、法師は迫害に遭って、僧侶はしかたなく還俗した。1980年代に大規模な再建によって、現在の基礎が築かれた。1983年、中華人民共和国国務院は仏寺を漢族地区仏教全国重点寺院に認定した。

## 伽藍
山門、天王殿、鐘楼、鼓楼、大雄宝殿（本堂）、大悲殿、祖師殿、法堂、客堂